# Colonialismo de poblamiento

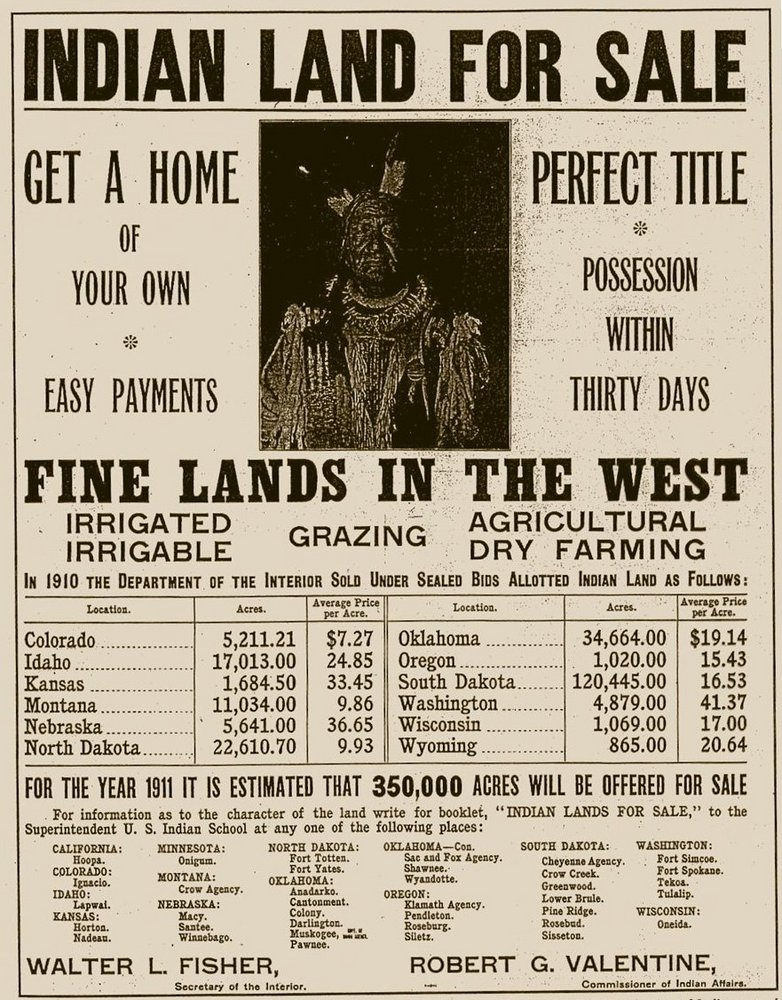
"Tierra india en venta", afiche del Departamento del Interior de los Estados Unidos (publicado en 1911), que promovía la venta de tierras en territorios indos

El colonialismo de poblamiento o colonialismo de asentamiento es un tipo de colonialismo en el que los colonos extranjeros se mudan y residen permanentemente en tierras ya habitadas por residentes indígenas, con el objetivo de eliminarlos a ellos y a sus culturas y reemplazarlos con una sociedad de colonos. Algunos estudiosos argumentan que el colonialismo de colonos es inherentemente genocida. Puede ser promulgada por una variedad de medios, que van desde la despoblación violenta de los habitantes anteriores hasta medios menos letales, como la asimilación o el reconocimiento de la identidad indígena dentro de un marco colonial.
Como ocurre con todas las formas de colonialismo, se basa en la dominación exógena, típicamente organizada o apoyada por una autoridad imperial. El colonialismo de poblamiento contrasta con el colonialismo de explotación, que implica una política económica de conquista de territorio para explotar a su población como mano de obra barata o gratuita y sus recursos naturales como materia prima. De esta manera, el colonialismo de poblamiento dura indefinidamente, excepto en el raro caso de una evacuación completa de colonos o descolonización. El teórico político Mahmoud Mamdani sugirió que los colonos nunca podrían tener éxito en su esfuerzo por convertirse en nativos y, por lo tanto, la única forma de terminar con el colonialismo de poblamiento era borrar el significado político de la dicotomía colono-nativo.
Durante el período moderno temprano (siglos XV-XVII), algunos estados-nación europeos y sus agentes adoptaron políticas de colonialismo, compitiendo entre sí para establecer colonias fuera de Europa, primero en Macaronesia, luego en las Américas y más tarde en Asia, África y Oceanía.
Durante la década de 1960, el asentamiento y la colonización se percibieron como fenómenos separados del colonialismo. Se consideraba que los esfuerzos de asentamiento tenían lugar en áreas vacías, minimizando a los habitantes indígenas. Más tarde, en las décadas de 1970 y 1980, se consideró que el colonialismo de poblamiento traía altos niveles de vida en contraste con los sistemas políticos fallidos asociados con el colonialismo clásico. A partir de mediados de la década de 1990, el campo de los estudios coloniales de poblamiento se estableció distinto pero conectado a los estudios indígenas. Patrick Wolfe teorizó el colonialismo de poblamiento como una estructura basada en la eliminación en lugar de la explotación de la población nativa, distinguiéndolo así del colonialismo clásico. Wolfe también argumentó que el colonialismo de poblamiento se centró en el control de la tierra y que continuó después del cierre de la frontera. Su enfoque fue definitorio para el campo, pero ha sido cuestionado por otros académicos sobre la base de que muchas situaciones involucran una combinación de eliminación y explotación.
Los estudios coloniales de poblamiento a menudo se han centrado en las colonias británicas en América, India, Australia y Nueva Zelanda, que están cerca de la forma completa y prototípica del colonialismo de poblamiento, pero también se aplican a otros casos, como Cachemira, las Islas Canarias, América Latina, Liberia, Sudáfrica, Rhodesia, Argelia francesa, Kenia británica, posesiones italianas en África, Irlanda, Hokkaido, Corea, Manchukuo, África sudoccidental alemana, Posen y Prusia Occidental, Generalplan Ost e Israel/Palestina.